# بابی فیشر (بازیکن فوتبال)
بابی فیشر (انگلیسی: Bobby Fisher؛ زادهٔ ۳ اوت ۱۹۵۶) بازیکن فوتبال اهل بریتانیا است.
از باشگاه‌هایی که در آن بازی کرده‌است می‌توان به باشگاه فوتبال کمبریج یونایتد، باشگاه فوتبال برنتفورد، و باشگاه فوتبال لیتون اورینت اشاره کرد.